# Ursula Stulemeijer-Artz
Ursula Enna Johanna Stulemeijer-Artz (Den Haag, 12 januari 1938) is een Nederlands voormalig tafeltennisster. Zij speelde linkshandig met de shakehandgreep.
Zij is achtvoudig Nederlands kampioen. Daarnaast won ze onder meer vijfmaal de Limburg Coupe en vertegenwoordigde ze Nederland bij Europese- en wereldkampioenschappen. Ze speelde onder de naam Artz voor haar huwelijk met tafeltennisser Frans Stulemeijer. Haar naam wordt ook wel als Stulemeyer-Artz of Arts geschreven.

## Belangrijkste resultaten
- NK
  -  Goud in het enkelspel in 1962.[7]
  -  Goud in het enkelspel in 1964.[8]
  -  Goud in het vrouwen dubbelspel in 1960 met Ágnes Simon.[9]
  -  Goud in het vrouwen dubbelspel in 1962 met Nellie Visscher.
  -  Goud in het vrouwen dubbelspel in 1963 met Aukje Wynia.[10]
  -  Goud in het vrouwen dubbelspel in 1964 met Aukje Wynia.
  -  Goud in het vrouwen dubbelspel in 1965 met Annemarie Wijnants.[11]
  -  Goud in het gemengd dubbelspel in 1963 met Frans Schoofs.
- Limburg Coupe
  -  1962, 1963, 1964, 1965, 1967[12]